# Альфонсо VIII
Альфонсо VIII (исп. Alfonso VIII de Castilla) или Альфонсо VIII Благородный (исп. Alfonso VIII el Noble; 11 ноября 1155, Сория — 6 октября 1214, Гутьерре-Муньос) — король Кастилии с 1158 года и Толедо, единственный сын Санчо III Кастильского и Бланки Наваррской.

## Биография

### Правление
Альфонсо в трёхлетнем возрасте лишился своего отца и вступил на престол, таким образом Кастилия оказалась ввергнута в борьбу за регентство между знатными родами. Основными претендентами были семьи Лара и Кастро, а также дядя Альфонсо Фернандо II Леонский. В марте 1160 года семья Лара в битве при Лобрегале победила семью Кастро. В возрасте около пятнадцати лет Альфонсо взял реальную власть.
Большую часть своего царствования Альфонсо провел в борьбе с разными испанскими государствами. В 1186 году присоединил к Кастилии часть Риохи, ранее принадлежащую Наварре. Старался привлечь на свою сторону Англию, Францию и Германию, но против него составили союз все государи Пиренейского полуострова, и его спас от полного поражения только интердикт, наложенный папой на королевства Леон и Португалию. В 1195 году был разбит мусульманами в битве при Аларкосе. В конце царствования ему удалось заключить союз с другими государями Испании и нанести мусульманам поражение при Толосе, окончательно сломившее их могущество (1212).
Его правление (более 56 лет) является самым продолжительным в истории Кастилии, а позже и Испанского королевства.

### Браки и дети
В 1176 году Альфонсо VIII женился на Элеоноре Английской, дочери Генриха II Плантагенета и Алиеноры Аквитанской. У них было 10 детей:
- Беренгария Великая (1180—1246), королева Кастилии
- Санчо (1181—?)
- Санча (1182—1184)
- Уррака (1186—1220) — жена Афонсу II Португальского.
- Бланка Кастильская (1188—1252) — жена Людовика VIII, короля Франции.
- Фердинанд (1189—1211)
- Мафальда (1191—1204)
- Элеанора (1200[6]—1244) — жена Хайме I Арагонского.
- Констанса (ок. 1202[6]—1243)
- Энрике I (1204—1217), преемник Альфонсо VIII на королевском престоле Кастилии.

## В литературе
- Альфонсо VIII — герой романа Лиона Фейхтвангера «Испанская баллада».